# Azobenzen
Azobenzenul este un compus organic, un azoderivat, fiind format din două nuclee benzenice legate prin intermediul unei legături duble N=N. Se poate nota astfel Ar-N=N-Ar.

## Obținere
Azobenzenul (5) se poate obține pe mai multe căi:
- prin reacția de reducere a nitrobenzenului (1) cu amalgam sodic sau hidrură de litiu și aluminiu (procesul A)[2][3]
- prin reacția de oxidare a difenilhidrazinei (2) în soluție de hipobromit de sodiu (procesul B)
- prin reacția de condensare a nitrozobenzenului (3) cu anilină (4) în soluție de acid acetic (procesul C)

## Proprietăți chimice
Azobenzenul este o bază slabă și poate suferi procese de protonare la nivelul atomilor de azot la pKa = -2,95. Este și o bază Lewis, de exemplu față de trihalogenurile de bor. Poate lega metale cu valență mică, un exemplu cunoscut fiind Ni(Ph2N2)(PPh3)2.
Se oxidează la azoxibenzen. Prin hidrogenare formează difenilhidrazină.